# Adamas Labyrinthus
Das Adamas Labyrinthus (benannt nach einem Fluss in Indien, heute Sarbarnarekha) ist ein Grabenbruchsystem in Utopia Planitia auf dem Planeten Mars. Das labyrinthartige Bruchsystem besteht aus bis zu 2 km breiten Gräben, die kreuz und quer verlaufen und polygonartige Strukturen mit einem Durchmesser von 5–20 km bilden.